# Рыбачий (Приморский край)
Рыба́чий — посёлок в Надеждинском районе Приморского края, входит в состав Надеждинского сельского поселения.

## География
Посёлок находится около реки Давыдовка, на расстоянии 6,5 км от её впадения в Амурский залив, на расстоянии 7 км от села Вольно-Надеждинское, административного центра района, и 43 км от города Владивосток, административного центра края.

## Население
| 2002 | 2005 | 2008 | 2010 |
| ---- | ---- | ---- | ---- |
| 170  | ↗190 | ↘180 | ↘178 |

## Улицы
В селе имеются две улицы: Лесная и Радости.

## Транспорт
Посёлок связан автомобильной дорогой длиной 5 км с федеральной трассой М60 «Уссури». В 7 км к востоку от посёлка находится ближайшая железнодорожная станция Надеждинская.